# Mobil
Mobil Oil Corporation, anteriormente conocida como Socony-Vacuum Oil Company, fue una de las mayores corporaciones petroleras de los Estados Unidos hasta su fusión con Exxon en 1999 para dar lugar a ExxonMobil. En 2011 Mobil se sigue comercializando como una marca propia dentro del grupo. Su anterior sede en el Condado de Fairfax, Virginia, pasó a convertirse en la sede de ExxonMobil.

## Historia

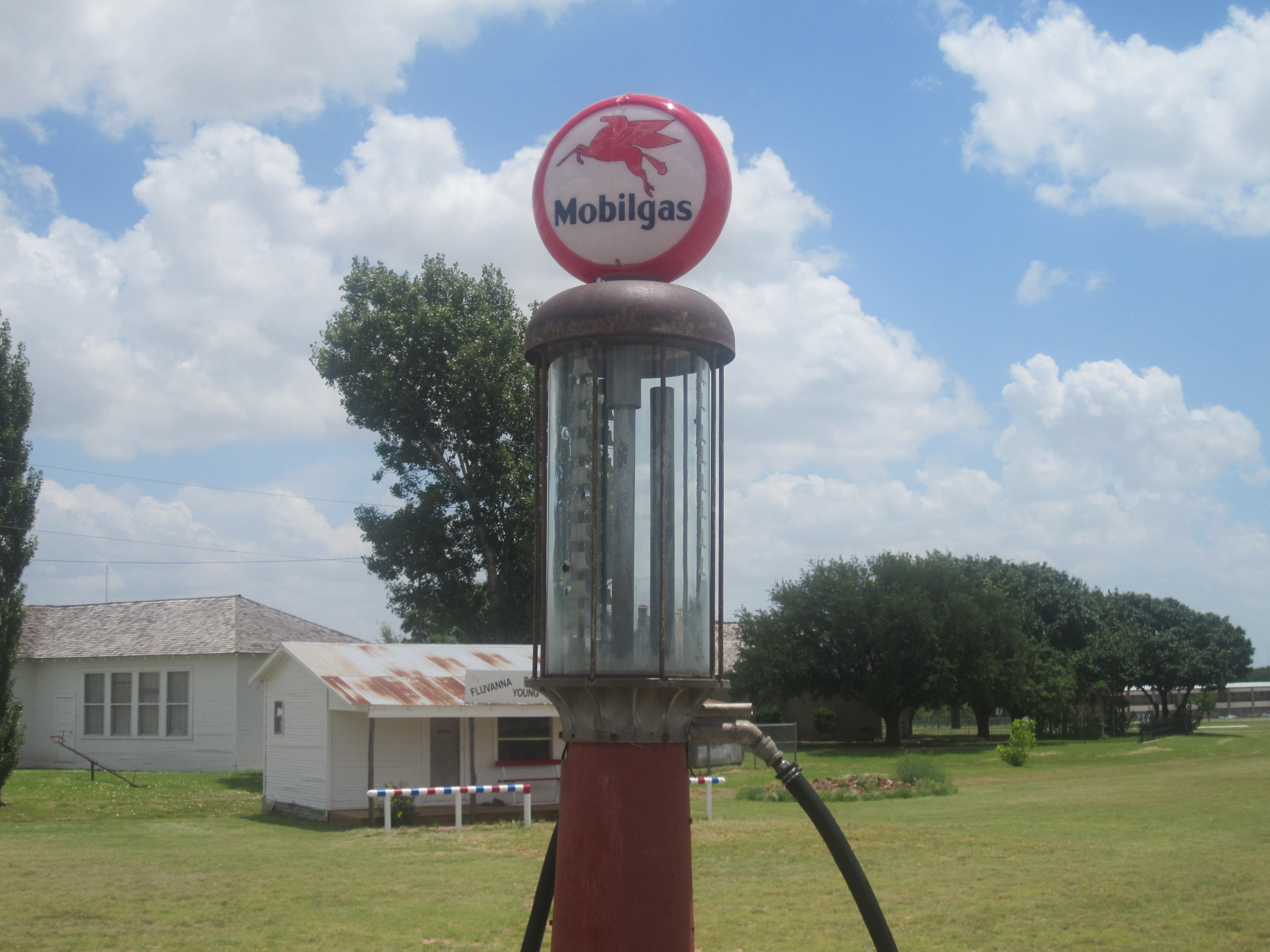
Antigua bomba de Mobilgas exhibida en el sótano del Coliseo del condado de Scurry en Snyder, Texas.

A raíz de la disolución de Standard Oil en 1911, la Standard Oil Company of New York, o Socony, se fundó, junto a otras 33 empresas sucesoras. En 1920 la compañía registró el nombre de "Mobiloil" como marca comercial.
Henry Clay Folger estuvo al frente de la compañía hasta 1923, cuando tomó el relevo Herbert L. Pratt. El 29 de febrero de 1928 Socony Oil ganó en popularidad con el patrocinio del programa de radio de la NBC, Soconyland Sketches, con guion de William Ford Manley y con la participación de Arthur Allen y Parker Fennelly en los papeles de Nuevos Ingleses rurales. Socony continuó con su patrocinio cuando el programa se trasladó a la CBS en 1934. En 1935 pasó a llamarse el Socony Sketchbook, con Christopher Morley y la orquesta Johnny Green.
En 1931, Socony se fusionó con Vacuum Oil para dar lugar a  Socony-Vacuum.  En 1933 Jersey Standard (con producción petrolífera y refinerías en Indonesia) y Socony-Vacuum se unieron en una joint venture del 50%.  Standard-Vacuum Oil Co., o "Stanvac," operaba en 50 países, incluyendo África del Este, Nueva Zelanda y China, antes de desaparecer en 1962.

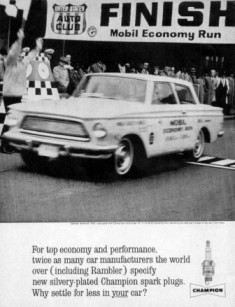
La Mobil Economy Run generó publicidad y promociones tales como este anuncio de 1962 de bujías con un Rambler American.

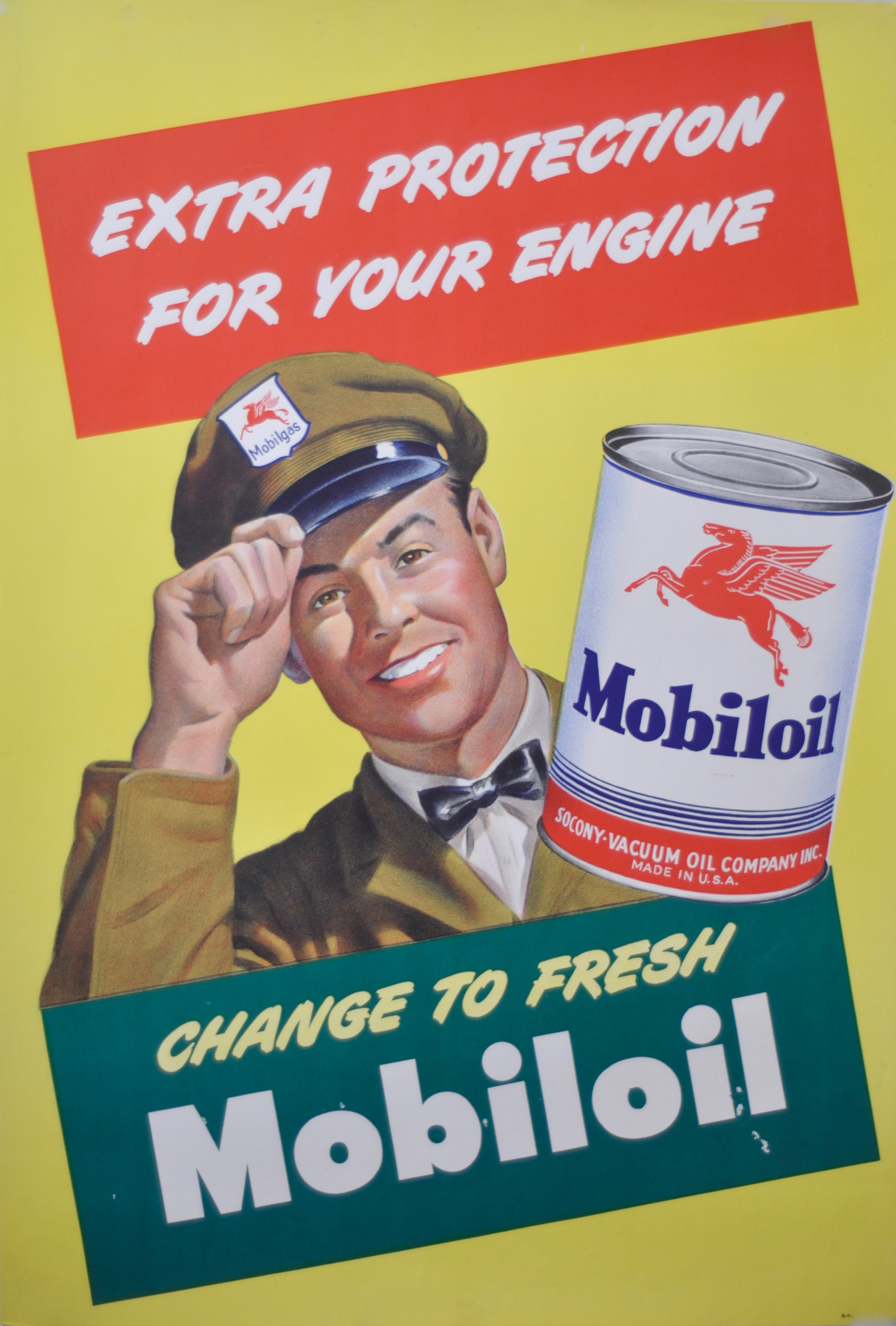
Publicidad de Mobiloil (1950).

En 1955, Socony-Vacuum se renombró a Socony Mobil Oil Company y en 1963 cambió su nombre comercial de "Mobilgas" a "Mobil" introduciendo un logotipo nuevo. Para celebrar su 100º aniversario en 1966, "Socony" fue eliminado del nombre corporativo.
Entre 1936 y 1968 Mobil patrocinó un economy run de forma anual (excepto durante la Segunda Guerra Mundial) donde, conductores cuidadosos con el consumo de combustible, manejaban automóviles nacionales (norteamericanos) de diferentes fabricantes y de diferentes categorías por carreteras sin asfaltar. La Economy Run fue creada por la Gilmore Oil Company de California en 1936 (que a su vez fue comprada por Socony-Vacuum en 1940) y más tarde se renombró como la Mobilgas Economy Run y posteriormente la Mobil Economy Run. Los vehículos participantes llenaban el depósito con combustible Mobil y llevaban lubricantes Mobiloil. Los vehículos de cada clase que consumían menos combustible ganaban el título de ganadores de la Mobilgas Economy Run.
Con los años Mobil se convirtió en uno de los vendedores de combustible y lubricantes más importantes de los Estados Unidos, llegando a ser el primero en los años 1940 y gran parte de los años 1950. Algunos de los productos de Mobil durante los años de the Socony-Vacuum y Socony-Mobil incluían Metro, gasolinas Mobilgas y Mobilgas Special; Mobilfuel Diesel, aceite para calentar Mobil-flame, queroseno Mobil, Lubrite, Gargoyle, lubricantes Mobiloil y Mobiloil Special; Mobilgrease, Mobillubrication, Mobil Upperlube, anticongelantes Mobil Freezone y Permazone, fluido para transmisión automática Mobilfluid, neumáticos Mobil Premiere, Mobil Stop-Leak, Mobil Lustrecloth, entre muchos otros.
En 1954 Mobil introdujo un nuevo Mobilgas Special en respuesta a las tendencias de los nuevos vehículos propulsados con motores de alta compresión que demandaban cada vez más gasolina de 8 octanos. Las nuevas fórmulas de Mobilgas Special se anunciaron como el lema "A Tune-Up in Every Tankful" («el ajuste en cada relleno») gracias a la combinación de productos químicos conocidos como "Mobil Power Compound" diseñado para aumentar la potencia, comprobar el sonido previo a la ignición, corregir la activación errónea de las bujías, garantizar el flujo al motor y combatir los problemas de goma en el carburador. Más tarde las campañas de Mobil anunciaron Mobilgas como la «Nueva gasolina para el vehículo».

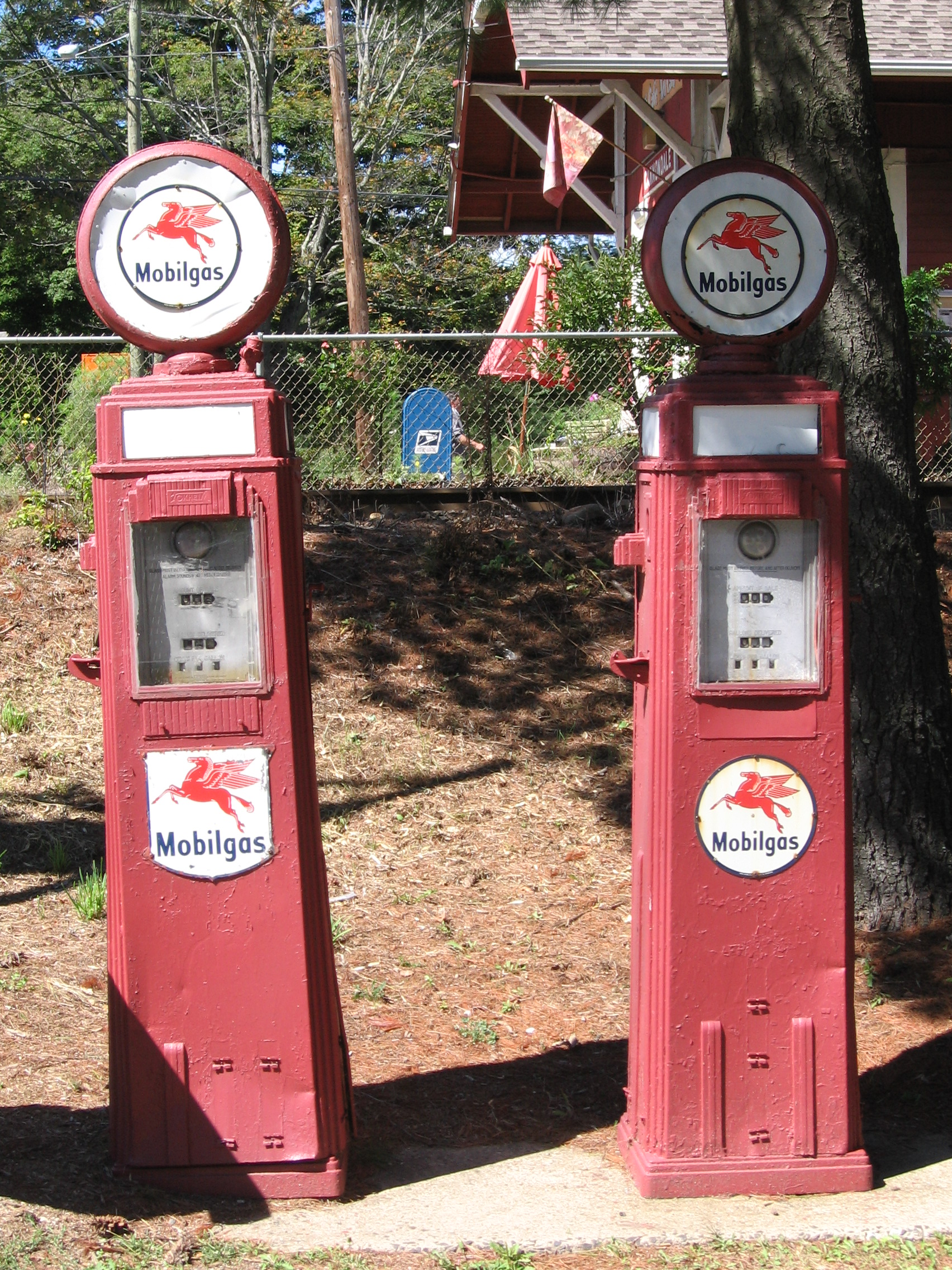
Antiguas bombas de gasolina del fabricante Tokheim, que utilizaban el nombre "Mobilgas", utilizado hasta 1962

En 1962 las líneas de productos de combustible comercializado como Mobilgas y Mobilgas Special se rebautizaron como Mobil Regular y Mobil Premium en un esfuerzo por poner énfasis en la marca "Mobil" aunque Mobiloil continuó como una palabra hasta los años 1970. Después de unos años de hacer publicidad de combustibles Mobil en la categoría "Megatane" y "High Energy", Mobil comenzó a promocionar sus dos combustibles en 1966 como "Detergent Gasolines" debido a la inclusión de aditivos diseñados para limpiar carburadores y varios componentes del interior del motor. A principios de los años 1970 Mobil presentó un anunció de televisión con un personaje conocido como "Mr. Dirt" para mostrar los efectos ruinosos que tiene la suciedad en los motores, problema para el cual un depósito de Mobil Detergent Gasoline puede curar y prevenir el daño, que podría ser muy costoso. 
Cuando los fabricantes estaban pasándose de los motores con carburador a los de inyección de combustible en la primera mitad de los años 1980, se demostró que los aditivos de detergente que existían en la mayoría de gasolinas no eran lo suficientemente eficaces para evitar obturaciones en la inyección, lo que conllevaba problemas de conducción. Mobil fue elogiado por General Motors y otros fabricantes por incrementar la detergencia de su combustible súper sin plomo en 1984 para evitar la formación de depósitos de los inyectores, así como depósitos ya existentes. A finales de los años 1980 Mobil vendió sus estaciones de servicio en Noruega, Suecia y Dinamarca a Norsk Hydro, que fueron transformadas en estaciones de Hydro.
William P. Tavoulareas fue presidente de la empresa hasta que fue sucedido por Allen E. Murray en 1984.

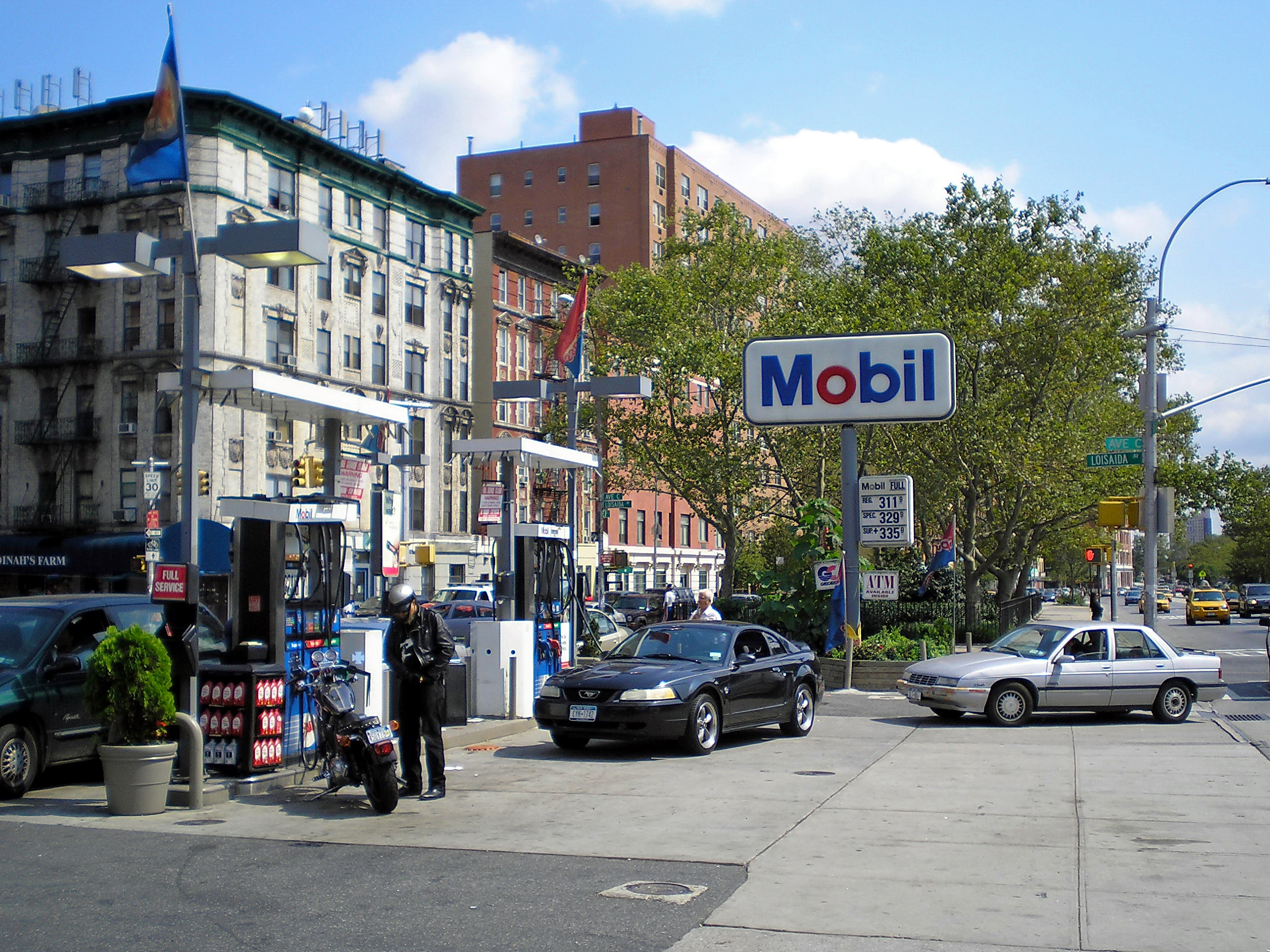
Sección de una gasolinera de Mobil en la ciudad de Nueva York.

Mobil trasladó su central sita en 150 East 42nd Street, Nueva York a Fairfax County, Virginia en 1987.
En 1998 Mobil y Exxon negociaron para dar luz verde a una fusión de la que resultaría ExxonMobil, que se completó el 30 de noviembre de 1999. Lou Noto fue el director ejecutivo de Mobil entonces y Walter Arnheim el tesorero.
Cuando Exxon Corporation se fusionó con Mobil Corporation en 1999 la compañía naciente finalizó la contratación en Mobil Corporation de los beneficios de pareja del mismo sexo de sus empleados, rescindiendo prohibiciones formales contra la discriminación según la orientación sexual, eliminándolo de la política de Oportunidad de Igualdad de Empleo.

## Marcas de Mobil
Mobil continua operando como una marca principal de ExxonMobil. Mucho de sus productos contienen el símbolo de Mobil con un caballo rojo alado, Pegasus, lo que ha sido una marca comercial desde su afiliación con Magnolia Petroleum Company en los años 1930. Mobil comprende 3 marcas:

### Mobil

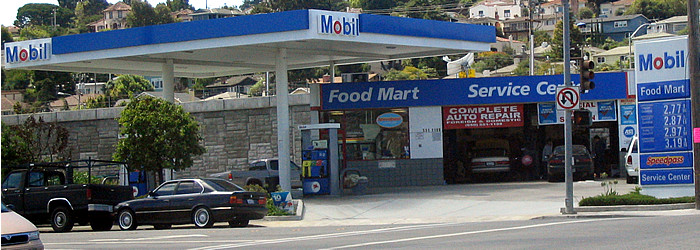
Una típica gasolinera de Mobil.

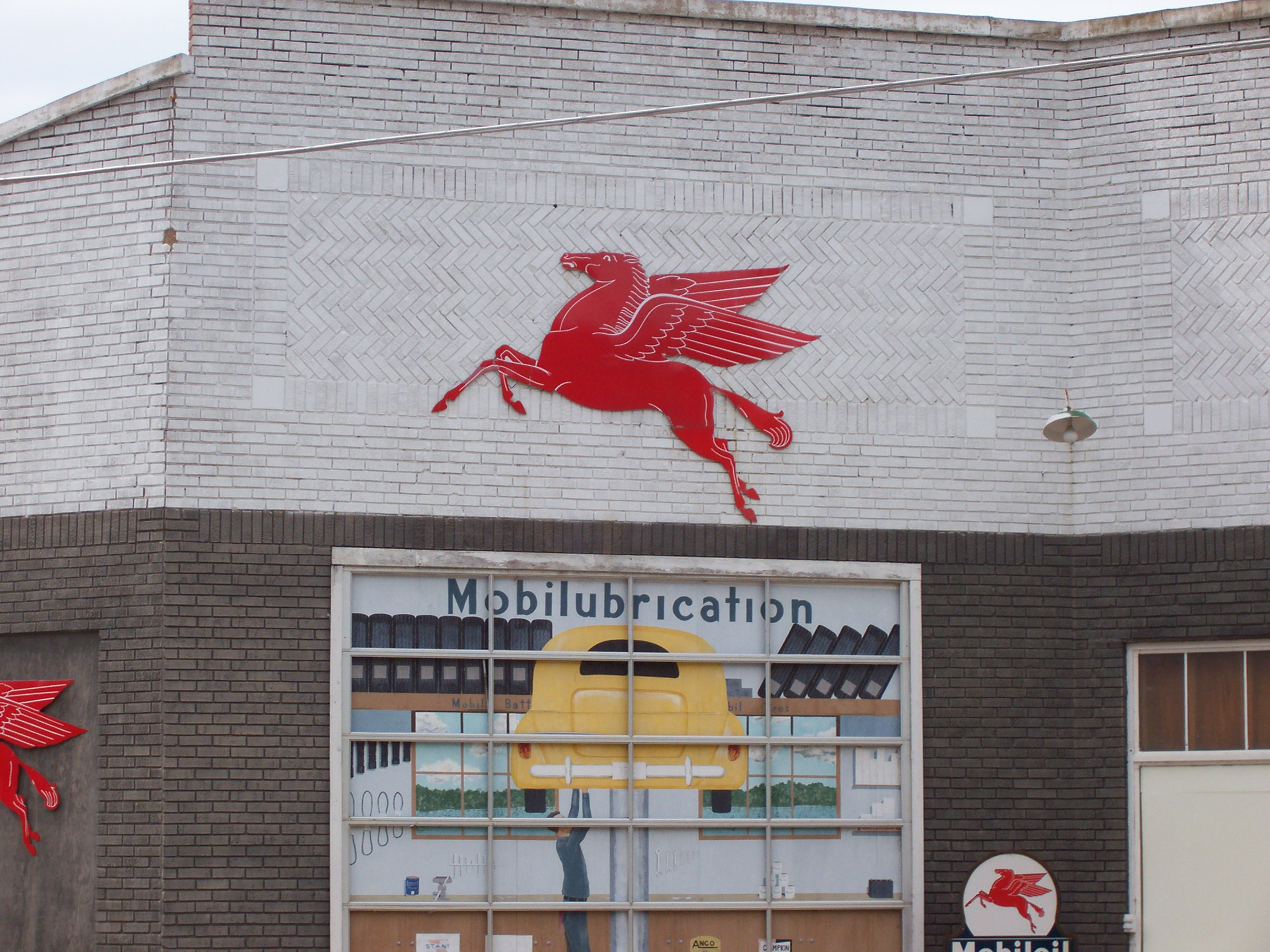
Logotipo de Pegasus de Mobil.

La marca Mobil aglutina a las estaciones de servicio así como a las divisiones de combustible (gasolina, diésel, aceite de calefacción, queroseno, combustibles para vehículos marinos y aéreos). La marca Mobil también incluye un amplio rango de lubricantes (comerciales e industriales, aviación y marinos).

### Mobil 1
Mobil 1 el sucesor de la marca Mobiloil es una marca de ExxonMobil. Fue introducida en 1974 como un aceite de motor sintético de grado 5W-20 de viscosidad. La marca incluye aceites de motor de multigrado, filtros de aceite, grasa sintética, fluidos de transmisión y lubricantes de todo tipo.

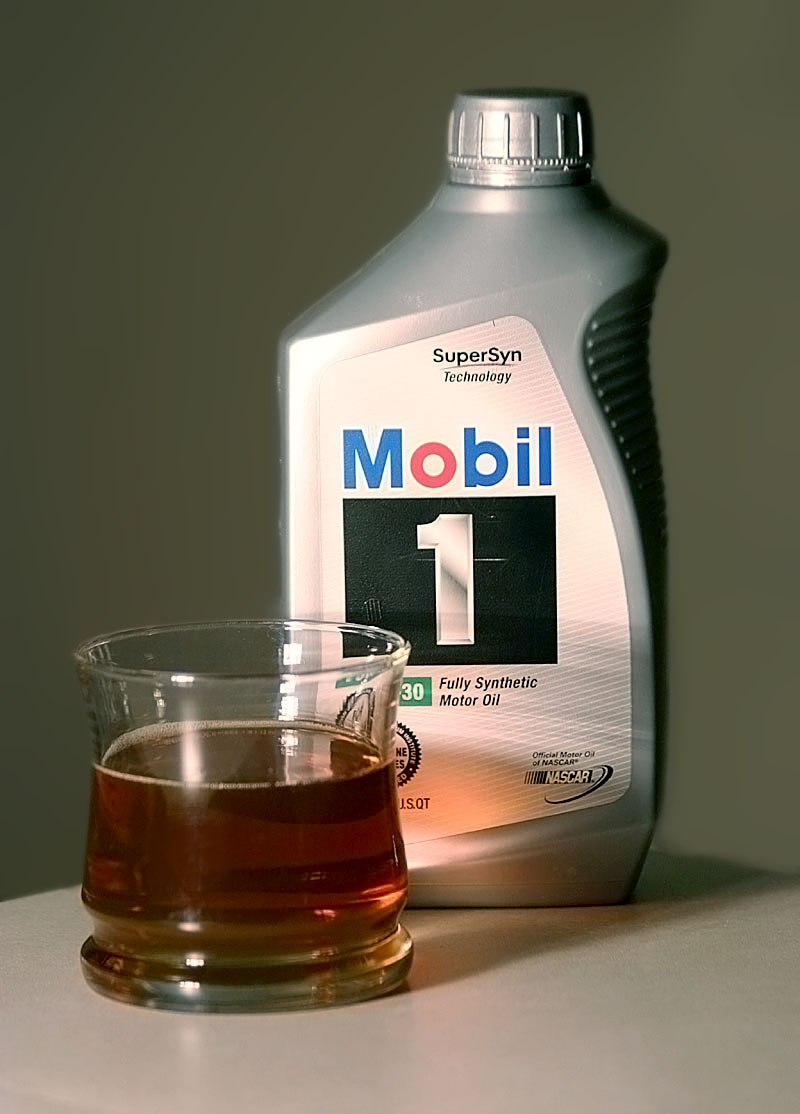
Aceite sintético Mobil 1.

### Mobil Delvac
Mobil Delvac es una serie de lubricantes de altas prestaciones; incluyendo aceites de motor, lubricantes de transmisión y grasas.

### Guía de viaje Mobil
La guía Mobil es un libro con recomendaciones de hotel y restaurantes basado en un sistema desarrollado por Mobil en 1958. A los negocios se les categoriza con estrellas, entre 1 y 5, según la evaluación de su calidad. La guía se actualiza cada año.

## Transacción Lukoil
En 2000 Lukoil adquirió el resto de Getty Oil para comenzar a abrir estaciones de servicio en los Estados Unidos en 2003. La mayoría de estaciones de Lukoil en los Estados Unidos se convirtieron en estaciones Getty, aunque algunos también se convirtieron desde estaciones de Mobil a partir de ConocoPhillips cuando la compañía salió de Northeast.
En la primavera de 2004, Lukoil compró 779 gasolineras de Mobil en Nueva Jersey y Pensilvania, y en 2005 los comenzó a renombrar en la marca Lukoil. La mayoría de las localidades de Mobil en Nueva Jersey Mobil se transformaron en Lukoil.